# Büchlein
Als Büchlein (von mhd. buochelîn „kleines Lehrgedicht“) bezeichnet man in der deutschen Minnelyrik des Mittelalters eine Form der didaktischen Lyrik. Ursprünglich wurde der Begriff quantitativ verwandt für kleinere Schriften und als Bescheidenheitstopos für umfangreichere Werke. Später erweiterte sich seine Bedeutung qualitativ auf moralische Schriften im Umfeld literarischer Gattungen wie Minnebrief und Minnelehre.
Der qualitative Begriff ist in Werktiteln wie Hartmanns von Aue Büchlein (auch Klage oder Klagebüchlein, eigentlich eine Minnerede) und dem sogenannten Ambraser Büchlein erhalten. Beide Begriffe verbinden sich in der Erbauungsliteratur des frühen 14. Jahrhunderts, z. B. im Büchlein von der Liebhabung Gottes und in Heinrich Seuses Büchlein der ewigen Weisheit (um 1330). Ebenso schlug sich das Wort im deutschen Sterbebüchlein für die spätmittelalterlichen Artes moriendi nieder, bis hin zum Pestilenz-Büchlein des Doktor Philipp Persius von Lonstorff (1649). Auch danach wirkte die Bezeichnung für didaktische Schriften weiter, wie Gustav Theodor Fechners Büchlein vom Leben nach dem Tode (1836) zeigt.
Auch auf Kompositionssammlungen, deren Zusammenstellung musikpädagogische Zwecke verfolgte, fand der Begriff Anwendung, z. B. bei Johann Sebastian Bachs Orgelbüchlein und dem Notenbüchlein für Anna Magdalena Bach.
Büchlein ist die Verkleinerungsform zu Buch und wird auch als „Kosename“ für kleine Bücher verwendet, bsp. Notizbuch „Ich werfe einen Blick in mein schlaues Büchlein“.